# Heures de Dunois
Les Heures de Dunois sont un livre d'heures à l'usage de Paris, enluminé en France vers 1436-1450 pour Jean de Dunois. Il a été décoré par un maître anonyme qui tire son nom de convention de ce manuscrit, le maître de Dunois. Il est actuellement conservé à la British Library sous la cote Yates Thompson 3.

## Historique
Ce manuscrit a sans doute été commandé par Jean de Dunois, dit «  le bâtard d'Orléans », fils illégitime de Louis Ier d'Orléans, après que celui-ci a libéré Paris des troupes anglaises en 1436. Il fait pour cela appel au Maître de Dunois, assistant du Maître de Bedford qui avait réalisé plusieurs manuscrits enluminés pour son ennemi, Jean de Lancastre, capitaine de Paris jusqu'en 1436. Le commanditaire est représenté à trois reprises (f.1, 22v, 32v) et ses armes à de multiples reprises tout au long de l'ouvrage.
Par la suite, le roi Louis XII, fils de son demi-frère Charles d'Orléans, hérite du manuscrit. Une inscription remontant au XVIe siècle indique « Heures de Louis XII. Lors'quil etoit Duc D'Orleans ». Au cours du siècle suivant, il appartient à un certain abbé Fauvel. Il est vendu aux enchères en 1769 lors de la dispersion de la bibliothèque de Louis-Jean Gaignat à Paris. Henry Yates Thompson acquiert le manuscrit en 1894 d'un certain Mr Musgrave qui lui déclare posséder le manuscrit dans sa famille depuis des générations et que le livre a été transféré de Paris à Londres à la fin du XVIIIe siècle. Il en fait cadeau à sa femme en 1917. En 1941, Mrs Yates Thompson fait don de l'ensemble de la collection de son mari au British Museum, dont la bibliothèque a été séparée en 1973 pour constituer la British Library. 

## Description
Ce livre d'heures contient un calendrier décoré de 12 petites miniatures des travaux quotidiens en bas de page accompagnées de 12 signes du zodiaque dans les marges. Se trouvent ensuite 60 miniatures pleines pages, accompagnées d'une grande lettrines et de décorations de marges parfois agrémentées d'une scène. Toutes les pages sont décorées de végétaux dans les marges et de nombreuses lettrines ornées.
Les miniatures montrent de nombreux signes de l'influence des Très Riches Heures du duc de Berry, alors inachevées, que le maître de Dunois a dû pouvoir consulter au moment de la réalisation de ce manuscrit. Une scène de banquet (f.1) est ainsi directement inspirée de la miniature du mois de janvier des Très Riches Heures. C'est le cas aussi du Couronnement de la Vierge (f.114) avec la même scène des Très Riches Heures (f.60v), L’Arrestation du Christ (f.120) est tirée de l' Ego Sum de l'autre manuscrit (f142v), la Présentation au Temple (f.99 et f.34v), et enfin l' Adoration de la croix (f.184 et f.193).